# Hennadij Razin
Hennadij Wiktorowycz Razin (ukr. Геннадій Вікторович Разін; ur. 3 lutego 1978 w Charkowie) – ukraiński hokeista, reprezentant Ukrainy.

## Kariera
- St. Albert Saints (1995-1996)
- Kamloops Blazers (1996–1998)
- Fredericton Canadiens (1998–1999)
- Quebec Citadelles (1999–2002)
- Amur Chabarowsk (2002–2004)
- Ak Bars Kazań (2004)
- Nieftiechimik Niżniekamsk (2004–2005)
- Ak Bars Kazań (2005–2007)
- Dinamo Moskwa (2007–2009)
- Nieftiechimik Niżniekamsk (2009–2010)
- HK Budiwelnyk Kijów (2010)
- Traktor Czelabińsk (2010–2013)
- Donbas Donieck (2013-2014)

W latach 2010–2013 zawodnik Traktora Czelabińsk. Od 1 maja 2013 zawodnik Donbasu Donieck, związany rocznym kontraktem.
Uczestniczył w turniejach mistrzostw świata 2000, 2004.

## Sukcesy
Klubowe
- Złoty medal mistrzostw Rosji: 2006 z Ak Barsem
- Brązowy medal mistrzostw Rosji: 2012 z Traktorem Czelabińsk
- Srebrny medal mistrzostw Rosji: 2007 z Ak Barsem, 2009 z Dinamo Moskwa, 2013 z Traktorem Czelabińsk
- Puchar Mistrzów: 2007 z Ak Barsem
- Puchar Spenglera: 2008 z Dinamo Moskwa
- Puchar Kontynentu: 2012 z Traktorem

Indywidualne
- Puchar Spenglera 2008: skład gwiazd turnieju